# 川尻徹
川尻 徹（かわじり とおる、1931年〈昭和6年〉6月7日 - 1993年〈平成5年〉9月）は、日本の精神科医（医学博士、東京慈恵会医科大学、1981年）、予言研究家。

## 人物
東京慈恵会医科大学卒業。国立精神衛生研究所所員、青梅成木台病院院長等を経て、病院コンサルタントなどを手がけた。
精神科医としての研究もあるが（「慢性精神分裂病症候群の病態推移と脳波パターンとの関連について」『東京慈恵会医科大学雑誌』第94巻第5号、1979年、本論は後に博士論文として大学に提出されている）、むしろ独特の予言解釈で知られる。

## 主張
- ノストラダムス予言はアナグラムを使ってフランス語以外でも読めると主張し、主に日本語読み（原典をローマ字読みに並べ替えて解読する事も行っている）で解釈を行った。また、ノストラダムスの予言を信じるのみでなく、それが的中しているように見えるのは世界史を裏で操る「影の組織」が予言通りに行動しているからだ、とする独自の陰謀論を展開した。この「影の組織」には山本五十六、アドルフ・ヒトラー、ジョン・F・ケネディ、死刑になったA級戦犯7人、アンワル・アッ＝サーダート、チャレンジャー号爆発事故の犠牲者7人、大韓航空機爆破事件の何人かの乗客などが所属していて、それらの人々の死は全て偽装、あるいは替え玉であり、歴史の表舞台から去ったあとも実は裏で生きている（生きていた）とも主張していた。また、「聖書やノストラダムスの予言の中に600万人ものユダヤ人の虐殺を示唆する記述は無い」という理由でホロコースト否認も主張していた。
- その予言観や陰謀論は、オウム真理教へも少なからぬ影響を与えた、とする指摘もある[1]。
- ノストラダムスの予言以外に、『奥の細道』や歌川広重の『東海道五十三次』にも予言メッセージがこめられているとして「解読」を行った。また、ファンから送られた手紙などにも暗号がこめられているとして「解読」を行ったこともある。（山本五十六本人からメッセージと主張してる）

## その他
トンデモ本などを主に収集すると学会の前会長山本弘は著書『トンデモ本の世界』の中で、川尻徹の著書を見てトンデモ本にはまったと書いている。1992年の第1回トンデモ本大賞選考会で『ノストラダムス戦争黙示』『ノストラダムス複合解釈』が第1回日本トンデモ本大賞を受賞し、川尻の元に賞状と粗品を送った。
その後、友人に自身の名前が山本五十六に似てない？と指摘されたため、次の単行本では賞状も山本五十六のメッセージと解読されてしまうのかとドキドキしながら待ったらしいが、そのあと出た著書では特にそれらしき記述はなかったという。

## 著作
- 『第三帝国のたそがれ』（自費出版）
- 『滅亡のシナリオ』祥伝社ノン・ブック　ISBN 4396102453
- 『ノストラダムス 暗号書の謎』二見書房サラブレッドブックス　ISBN 4576871137（公称発行部数19.5万部/21万部）
- 『ノストラダムス メシアの法』二見書房サラブレッドブックス　ISBN 4576881086（公称発行部数15万部/15万部）
- 『ノストラダムス 最後の天啓』二見書房サラブレッドブックス　ISBN 4576900676（公称発行部数？/8.5万部）
- 『ノストラダムス 闇の予言書』二見書房サラブレッドブックス　ISBN 4576921088
- 『ノストラダムス戦争黙示』徳間書店　ISBN 4195045312
- 『ノストラダムス複合解釈』徳間書店　ISBN 4195047072
- 『芭蕉隠れキリシタンの暗号』徳間書店　ISBN 4195050413

ここでの公称発行部数は左が「SPA!」1991年3月20日号「ノストラダムス本どれを信じたらいいのか」のデータ、右が日経エンタテインメント!ウェブサイト掲載「これが最も売れている予言書トップ30」のデータを、参考として掲げたものである。